# Сен-Бриё-Сюд
Сен-Бриё-Сюд (фр. Saint-Brieuc-Sud) — упраздненный кантон во Франции, в регионе Бретань, департамент Кот-д’Армор. Входил в состав округа Сен-Бриё.
Код INSEE кантона — 2245. В кантон Сен-Бриё-Сюд входила одна коммуна — Сен-Бриё.

## Население
Население кантона на 2006 год составляло 15 529 человек.
| 1962 | 1968 | 1975 | 1982 | 1990 | 1999   | 2006   | 2007 |
| ---- | ---- | ---- | ---- | ---- | ------ | ------ | ---- |
| -    | -    | -    | -    | -    | 15 409 | 15 529 | -    |